# Sugiyama Yasushi

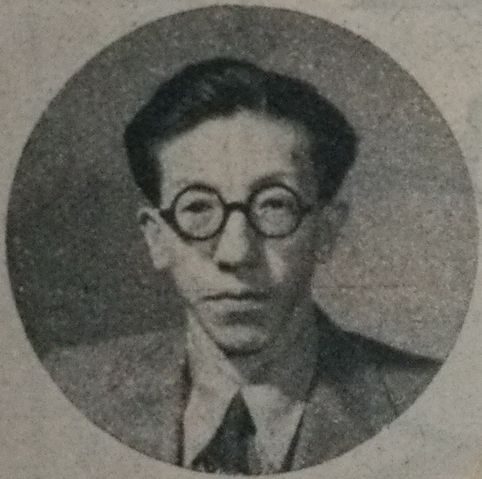
Sugiyama Yasushi

Sugiyama Yasushi (japanisch 杉山 寧; geb. 20. Oktober 1909 in Tokio; gest. 20. Oktober 1993 in Tokio) war ein japanischer Maler der Nihonga-Richtung in der Shōwa-Zeit.

## Leben und Werk
Sugiyama Yasushi gewann auf der 11. Teiten-Ausstellung einen Preis, während er noch in der Ausbildung an der Kunstakademie Tokio (東京美術学校, Tōkyō bijutsu gakkō) war. Er wurde dafür im folgenden Jahr als besonders ausgewählter Student geehrt. Nach dem Abschluss seiner Ausbildung im Jahr 1933 wurde er Schüler von Matsuoka Eikyū (1881–1938) und gründete, zusammen mit anderen Schülern, wie Yamamoto Kyūjin und Urata Masao, die Künstlervereinigung Rusō Gasha (瑠爽画社), die drei Ausstellungen abhielt, bevor sie sich auflöste.
Nach einer Pause aus gesundheitlichen Gründen nahm Sugiyama das Malen 1943 wieder auf. Als der Pazifikkrieg zu Ende war, zeigten er und Higashiyama Kaii auf den Nitten-Ausstellungen ihre Bilder mit einem solchen Erfolg, dass diese Jahre als „Higashiyama-Sugiyama-Periode“ bekannt sind. 1957 gewann Sugiyama den Preis der Japanischen Kunstakademie und arbeitete 1960 an der Gestaltung des Tōgū-Palastes für den Kronprinzen. 1970 wurde er Mitglied der Kunstakademie, 1974 erhielt er den Kulturorden.
Sugiyama versuchte nicht, die Dinge wirklichkeitsgetreu abzubilden, er fasste sie vielmehr zusammen, wobei er mit sicherem Gefühl Beleuchtung als Gestaltungsmittel einsetzte. So entstanden mentale Landschaften und nahezu abstrakte Räume. Zu seinen repräsentativen Werken gehören „Gewölbe“ (穹 Kyū; 1964) im Nationalmuseum für moderne Kunst Tokio, das die nächtliche Große Sphinx von Gizeh darstellt, und „Resonanz“ (響).